# 恵化洞
恵化洞 （ヘファドン、朝: 혜화동 発音）は、ソウル特別市鐘路区にある行政洞。

## 概要
恵化洞は鐘路区中部のやや東寄りに位置している行政洞である。北から東にかけては区境になっており、城北区に接している。南東は同じ鐘路区の梨花洞に、南西は鐘路1.2.3.4街洞に、西は嘉会洞にそれぞれ接している。

## 法定洞
管轄の法定洞は以下のとおりである。
- 臥竜洞 （ワリョンドン、와룡동）
- 恵化洞 （ヘファドン、혜화동）
- 明倫1街 （ミョンニュニルガ、명륜1가）
- 明倫2街 （ミョンニュニガ、명륜2가）
- 明倫4街 （ミョンニュンサガ、명륜4가）
- 明倫3街 （ミョンニュンサムガ、명륜3가）